# HTC One S
HTC One S – smartfon firmy HTC. Zaprezentowany został 27 lutego 2012 roku, na targach Mobile World Congress 2012. Wersja Z520e (PJ40100) posiada dwurdzeniowy procesor Qualcomm MSM8260A (Snapdragon S4) o taktowaniu 1,5 GHz z układem graficznym Adreno 225, wersja Z560e (PJ40200) pracuje na dwurdzeniowym procesorze Qualcomm MSM8260 (Snapdragon S3) o taktowaniu 1,7 GHz z układem graficznym Adreno 220.